# ムーヴィン・オン (バナナラマの曲)
『ムーヴィン・オン』 (Movin' On) は、バナナラマの楽曲。

## 概要
6枚目のスタジオ・アルバム『プリーズ・ユアセルフ』から1枚目のシングルとしてリリースされた。ジャッキー・オサリヴァン脱退後、デュオとなってから初のシングル。
1989年の『ヘルプ』以来3年半ぶりとなるストック&ウォーターマンによるプロデュース作品。
1993年にWinkによる日本語カバーが発表された（『BRUNCH』に収録）。1999年にはステップスによるカバー・バージョンが発表された。

## 収録曲
日本盤 3" シングル
1. ムーヴィン・オン - 3:33
2. トリート・ミー・ライト - 4:42

## チャート
| チャート (1992年)                 | 最高位 |
| --------------------------------- | ------ |
| オーストラリア (ARIA)             | 177    |
| ベルギー (Ultratop 50 Flanders)   | 33     |
| フィンランド (IFPI)               | 6      |
| ドイツ (GfK Entertainment charts) | 52     |
| オランダ (Dutch Top 40)           | 32     |
| オランダ (Single Top 100)         | 34     |
| UK シングルス (OCC)               | 24     |
| UK ダンス (Music Week)            | 36     |